# Jankowo (województwo zachodniopomorskie)
Jankowo (niem. Janikow) – wieś sołecka w Polsce położona w województwie zachodniopomorskim, w powiecie drawskim, w gminie Drawsko Pomorskie.
Wsie wchodzące w skład sołectwa: Cianowo, Kumki, Ustok, Zbrojewo.
Osada wchodząca w skład sołectwa: Krzynno.

## Położenie
Wieś leży ok. 3 km na południowy zachód od Drawska Pomorskiego, przy linii kolejowej nr 210, przy rozebranej wąskotorowej linii kolejowej Stara Dąbrowa - Drawsko Pomorskie.
Na zachód od wsi znajdują się źródła strugi Brzeźnicy.
W latach 1946–1950 miejscowość administracyjnie należała do województwa szczecińskiego, natomiast w latach 1975-1998 do woj. koszalińskiego. 

## Nazwa
Miejscowość ma metrykę średniowieczną i jest notowana od XIV wieku: 1337 Janikow, 1348 Janekaw, 1400 Jankow, 1492 Ianekouw, 1503 Janckow, 1564 Janicke, 1565 Jenickow, 1618 Jianikow, 1789 Janicko, 1834 Janikow, 1947 Janikow, Jankowo. Nazwa jest patronimiczna i pochodzi od nazwy osobowej, imienia Janek oraz jego wcześniejszej formy Janik z dodaniem sufiksu -owo. Formy zniemczone są adaptacją tych nazw imiennych.

## Historia
Pierwsza wzmianka w dokumentach o tej wsi pojawiła się w roku 1492, kiedy to miało miejsce poświęcenie nowo wybudowanego kościoła. Działał on nieprzerwanie do roku 1945, następnie popadł w ruinę i w końcu został rozebrany.

## Zabytki
Do wojewódzkiego rejestru zabytków wpisane są:
- ruina kościoła z końca XV wieku
- park dworski z pierwszej połowy XIX wieku, pozostałość po dworze
- spichlerz zbożowy murowano-szachulcowy z 1905/1906 r. Został wzniesiony według projektu Waltera Gropiusa. Spichlerz oprócz funkcji magazynowych pełnił również rolę wieży ciśnień folwarku, co było rozwiązaniem technicznym bardzo pożądanym, zważając na to, jak często spichlerze padały pastwą pożarów. Klatka schodowa w wieży służyła do komunikacji osób pracujących w spichlerzu oraz sporadycznie do transportu. Na przedostatniej kondygnacji wieży, w ścianie południowej zamontowano zegar widoczny na terenie całego "obejścia". Po II wojnie światowej spichlerz używany był do 1975 był przez miejscowe państwowe gospodarstwo rolne. Od tego czasu jest nieużytkowany[6].

inne obiekty:
- kościół filialny pw. św. Rafała Kalinowskiego z 1985-1990 r., rzymskokatolicki należący do parafii pw. Zmartwychwstania Pańskiego w Drawsku Pomorskim, dekanatu Drawsko Pomorskie, diecezji koszalińsko-kołobrzeskiej, metropolii szczecińsko-kamieńskiej.

## Kultura i sport
Od 2003 roku odbywa się tu corocznie Powiatowy Turniej Siłaczy, za którego organizację odpowiada miejscowy sołtys.

## Komunikacja
We wsi znajduje się stacja kolejowa linii kolejowej nr 210.
Wieś znajduje się przy drodze krajowej nr 20 Stargard - Drawsko Pomorskie - Gdynia.